# 한국자산관리공사

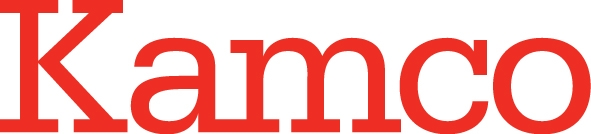
한국자산관리공사(캠코)

한국자산관리공사(韓國資産管理公社, Korea Asset Management Corporation, KAMCO)는 금융기관 부실채권 인수, 정리 및 기업구조조정업무, 금융소외자의 신용회복지원업무, 국유재산관리 및 체납조세정리 업무를 수행하기 위하여 1962년 설립된 대한민국 금융위원회 산하 기금관리형 준정부기관이다. 2014년 12월 1일 본사를 서울특별시 강남구에서 부산광역시 문현금융단지 부산국제금융센터로 이전하였다. BIFC 3층 및 40~47층, 총 9개층을 사용한다.

## 설립 근거
- 금융회사부실자산 등의 효율적 처리 및 한국자산관리공사의 설립에 관한 법률[1]

## 연혁
- 1962년 4월 한국산업은행법에 의거 (구)성업공사 설립
- 1997년 11월 금융기관 부실자산등의 효율적처리 및 한국자산관리공사의 설립에 관한 법률에 의거 (신)성업공사 설립 (부실채권정리기금 설치)
- 1999년 12월 공사법 개정으로 한국자산관리공사로 명칭 변경
- 2004년 5월 배드뱅크 「한마음 금융」업무개시
- 2005년 5월 공동추심기구 「희망모아」업무개시
- 2008년 9월 「신용회복기금」설치 및 업무개시
- 2009년 5월 「구조조정기금」설치 및 업무개시
- 2012년 1월 「국유재산관리기금」설치
- 2013년 5월 「국민행복기금」설치

## 주요기능 및 역할
- 금융기관 부실채권의 인수ㆍ정리로 금융시장 안전망 역할
- 부실채권정리기금의 효율적 운용으로 공적자금 회수 극대화
- 구조조정기금의 효율적 운용으로 금융기관 재무 건전성 제고
- 개인신용 회복 지원으로 서민생활 안정에 기여
- 국유재산의 효율적 관리 및 조세가 체납되어 압류된 재산의 매각 촉진으로 국고수입 증대

## 조직
- 감사
  - 감사실

### 한국자산관리공사장
- 운영위원회
- 이사회
- 비서실
- 홍보실

### 부사장
- 캠코연구소
- 법규실

| - 종합기획부 - 인사부 - 경영지원부 - 사회적가치구현부 - 정보시스템부 | - 가계지원총괄부 - 가계지원1부 - 가계지원2부 - 가계자활지원부 | - 국유재산총괄부 - 국유재산지원부 - 국유증권관리부 - 조세정리부 | - 공공개발총괄부 - 국유개발1부 - 국유개발2부 - 공유개발부 - 온비드사업부 |

### 지역 본부
| - 서울동부지역본부 - 인천지역본부 - 경기지역본부 | - 강원지역본부 | - 충북지역본부 | - 대전충남지역본부 | - 전북지역본부 | - 광주전남지역본부 | - 대구경북지역본부 | - 부산지역본부 - 울산지부 - 경남지역본부 |

## 사진

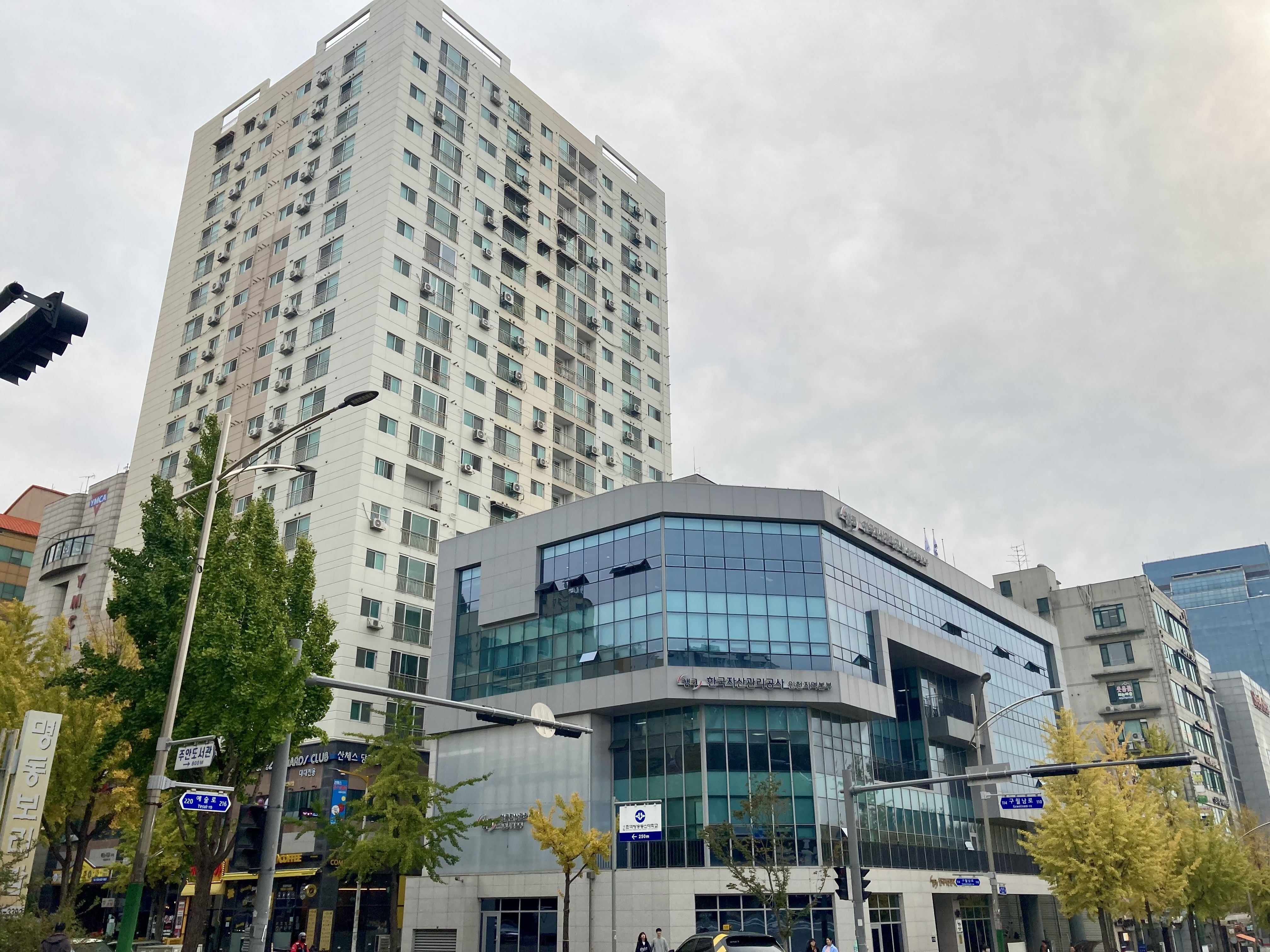
인천지부(구월동)

## 사건·사고 및 논란

### 출신학교별 등급제 적용 논란
2010년 9월 30일 조영택 민주당 의원은 한국자산관리공사가 2009년 말 신입직원 채용 때 서류전형에서 반영한 대학등급표를 공개했다. 한국자산관리공사는 조선일보와 중앙일보가 실시하는 대학평가를 기준으로 학교 순위를 정했는데, 한국과학기술원 등 8개 학교를 ‘상’(30점)으로 분류했고, 경희대학교 등 30개 학교는 ‘중’(27점), 이하 순위가 없는 기타 대학은 ‘하’(24점), 전문대는 21점, 고졸 이하는 18점을 줬다. 서류전형은 학교 30점, 전공 30점, 어학 10점, 학점 10점, 자격면허 20점 등으로 구성됐다.
이에 대해 한국자산관리공사 관계자는 “학벌주의를 극복하자는 정부 방침에 따라 2005년부터 대졸이 아니더라도 채용에 응시할 수 있는 ‘열린 채용’을 도입했지만 내부적으론 우수 인재를 뽑기 위한 기준을 마련하는 게 불가피했다”며 “다른 공기업도 모두 사정이 비슷하다”고 해명했다.
2011년 7월 6일 감사원의 한국자산관리공사 기관운영감사에 대한 감사결과 처분요구서에 따르면 한국자산관리공사는 2009년 11월 신입사원 채용을 위한 서류전형에서 조선일보와 중앙일보가 매년 발표하는 대학평가 순위에 따라 국내 4년제 대학(학사) 등급 기준을 적용한 것으로 확인되었다. 3년 연속 10위권 내에 속하는 8개 대학은 '상'으로 분류돼 30점이, 2009년도 대학평가 기준 상위 30개 대학은 '중'으로 분류돼 27점이 각각 부여됐다. 기타 대학들은 '하'로 분류돼 24점이 부여됐다. 학사 미만(2~3년제 전문대학 졸업자)의 경우 21점이, 고졸 이하 학력자(대학 재학생 포함)의 경우 18점이 적용됐다.
이는 지역이나 학교 등을 이유로 차별하지 못하도록 돼 있는 고용정책기본법을 위반한 것으로 감사원은 관련자에게 주의를 주도록 감사 조치했다.

## 같이 보기
- 한국자산신탁